# Andres Levin
Andrés Levín es un productor discográfico, director de banda, cineasta, ingeniero de grabación y filántropo estadounidense nacido en Venezuela . Tras varias nominaciones, Levin ganó un premio Grammy en 2009 por su producción de la grabación del elenco de In the Heights. Su banda de fusión latina Yerba Buena, nominada al Grammy fue fundada junto con la cantante cubanoamericana Cucu Diamantes.

## Primeros años de vida
Levín, hijo de argentinos, nació en Caracas, Venezuela. Dado que su padre también es músico y productor, Levin estuvo rodeado de música. Comenzó a tocar la guitarra a los 10 años y pronto se sumergió en el mundo musical. En 1988, Levin aprovechó una beca completa en la Berklee School of Music de Boston, Massachusetts, antes de estudiar composición en Juilliard de Nueva York. Durante su estancia en Nueva York, Levin trabajó en los estudios Skyline y pronto fue contratado por el productor Nile Rodgers como programador y arreglista de Synclavier a tiempo completo. Con Rodgers, Levin colaboró con artistas como los B-52's, Diana Ross, INXS y The Vaughan Brothers.

## Yerba Buena
Junto con Diamantes, Levin formó la banda Yerba Buena. Antes de Yerba Buena, Levin había trabajado en diversos géneros, como R&B, soul y música latina. Levin comentó que el mismo año de la fundación de la banda, había estado en Nigeria, Cuba y Bahía... [y] esas influencias se combinaron para formar el sonido Yerba Buena. Levin también ha dicho que, si bien Yerba Buena "experimenta con diversas influencias, la base del grupo se inspira en la diáspora africana y cubana, donde ambos mundos se encuentran. La música es un puente entre ambas culturas". 

## Película
En 2012, Levin produjo su primera película junto a Sarah Green, Amor Crónico. Dirigida por Jorge Perugorría. Desde entonces ha participado en largometrajes y documentales como productor, productor ejecutivo, productor asociado o consultor como: Isla Guava (Amazon), The Fate of the Furious (Universal), Habana Motor Club, y varios documentales para Amazon que también dirigió.

## Publicidad
Levin ha estado involucrado en la industria de la música para publicidad desde 1995. En el otoño de 2009 lanzó Pirata (con su socio canadiense Pirate) para proporcionar marca sonora y posproducción de audio para todos los aspectos de la transmisión de audio, como música original y licencias, diseño de sonido, producción de radio de servicio completo y mezcla 5.1. Desde su creación, Pirata ha proporcionado trabajo para Dr. Pepper, Verizon, Miller, Heineken, Cablevision, Kraft, Ritz y Kohl's.

## Discografía

### Álbumes de estudio
| Year      | Album                                                                          | Role                                   | Notes                                                                                                |
| --------- | ------------------------------------------------------------------------------ | -------------------------------------- | --- |
| 2017      | Paulina Rubio - 2 en1: Pau-Latina/Paulina                                      | Compositor                             | |
| 2017      | Natalie Merchant, The Natalie Merchant Collection                              | Productor                              | |
| 2014      | Fonseca, Jon Batiste, Rise Up                                                  | Productor                              | |
| 2014      | Miguel Bosé, Amo                                                               | Coproductor                            | Nominado a Premios Grammy Latinos 2015 - Album del año                                               |
| 2014      | Coreon Du, Binario                                                             | Productor                              | |
| 2014      | Arto Lindsay - Encyclopedia of Arto                                            | Productor                              | |
| 2014      | Aleks Syntek - Romántico Desliz                                                | Productor                              | |
| 2013      | Cucu Diamantes - Amor Cronico                                                  | Productor - Compositor                 | |
| 2012      | Miguel Bosé, Papitwo                                                           | Coproductor                            | |
| 2012      | John Legend, Love I’ve Never Known                                             | Productor, coescritor                  | |
| 2011      | Fonseca, Ilusión                                                               | Productor                              | Ganador Grammy 2012: Mejor Album Fusion Tropical / Nominado 2013 Grammy al mejor álbum de pop latino |
| 2011      | Les Nubians - Nü Revolution                                                    | Productor                              | |
| 2011      | Donna D'Cruz - Rasa Swank                                                      |                                        | |
| 2010      | Natalie Merchant, Leave Your Sleep                                             | Coproductor                            | |
| 2010      | Bill Coleman - Remixxer                                                        | Productor                              | |
| 2010      | Ana Torroja, Sonrisa                                                           | Productor                              | |
| 2010      | Aleks Syntek, Métodos de Placer Instantáneo                                    | Coproductor                            | |
| 2010      | Chiara Civello, 7752                                                           | Coproductor                            | |
| 2009      | In The Heights Cast Album                                                      | Productor                              | Ganador Grammy 2009: Grammy al mejor álbum de teatro musical                                         |
| 2009      | Cucu Diamantes, Cuculand                                                       | Productor                              | |
| 2009      | Pitingo - Todo Pitingo                                                         | Productor                              | |
| 2009      | Beatriz Luengo, Carrousel                                                      | Productor                              | |
| 2009      | Paulina Rubio, Gran City Pop                                                   | Productor                              | |
| 2008      | Ultra Naté - Alchemy: G.S.T. Reloaded                                          | A&R                                    | |
| 2008      | Ely Guerra - Plug & Play                                                       | Compositor                             | |
| 2007      | Miguel Bosé, Papito                                                            | Coproductor                            | Nominado a Premios Grammy Latinos                                                                    |
| 2007      | Yerba Buena, Follow Me                                                         | Productor/ Escritor                    | |
| 2007      | Orishas, Antiodiotico                                                          | Productor                              | Productor de cinco canciones; tres nominadas a Premios Grammy Latinos 2007                           |
| 2007      | Voltio - En Lo Claro                                                           | Productor                              | |
| 2007      | Feel the Noise                                                                 | Productor                              | |
| 2007      | Ultra Naté - Grime, Silk & Thunder                                             | Productor                              | |
| 2007      | Louie Vega in the House                                                        | A&R                                    | |
| 2006      | Hector On Stilts, Same Height Relation                                         | Productor                              | |
| 2006      | Marisa Monte, Universo Ao Meu Redor                                            | Productor                              | |
| 2006      | Eliane Elias, Around the City                                                  | Productor / Escritor                   | |
| 2006      | Marta Sánchez - En Directo: Gira 2005 La Coruña                                | Compositor                             | |
| 2006      | Explorations: Classic Picante Regrooved, Vol. 1                                | Productor                              | |
| 2006      | La Habana de Noche                                                             | Compositor                             | |
| 2006      | Xiomara Laugart - Xiomara                                                      | Productor                              | |
| 2005      | Yerba Buena, Island Life                                                       | Productor / Escritor                   | |
| 2005      | Orishas, El Kilo                                                               | Productor                              | Nominado a Premios Grammy Latinos 2005 y 2006: Grammy latino al mejor álbum de música alternativa    |
| 2005      | Marta Sánchez - Lo Mejor de Marta Sanchez                                      |                                        | |
| 2005      | Diego el Cigala - Picasso en Mis Ojos                                          |                                        | |
| 2005      | Haydée - Haydée                                                                | Programador                            | |
| 2004      | Ana Torroja, Esencial                                                          | Productor / Escritor                   | Productor y escritor de cuatro canciones                                                             |
| 2004      | Paulina Rubio, Pau-Latina                                                      | Escritor                               | Escribió, "My Friend, My Amigo"                                                                      |
| 2004      | Carlinhos Brown - Carlinhos Brown es Carlito Marron                            | Productor                              | |
| 2004      | Blaze - Found Love                                                             | Productor                              | |
| 2004      | Moreno Veloso - Máquina de Escrever Música Remix                               | Productor                              | |
| 2003      | Yerba Buena, President Alien                                                   | Productor / Escritor                   | Nominado a Premios Grammy 2003: Grammy al mejor álbum alternativo o rock latino                      |
| 2002      | Nicole, Viaje Infinito                                                         | Productor                              | Nominated a Premios Grammy Latinos 2002: Grammy latino al mejor álbum de pop vocal femenino          |
| 2002      | Lenine, Falange Canibal                                                        | Escritor                               | Escribió, "Dolores." Ganador Premios Grammy Latinos 2002                                             |
| 2002      | Red Hot and Riot: The Music and Spirit of Fela Kuti                            | Coproductor                            | Produjo nueve canciones                                                                              |
| 2001      | Bilal, 1st Born Second                                                         | Productor                              | Produjo una canción                                                                                  |
| 2001      | Pánico, Telephatic sonora                                                      | Productor                              | |
| 2000      | Daniela Mercury, Sol Da Liberdade                                              | Productor                              | |
| 2000      | Cyrius, Le sang des roses                                                      | Coproductor/ Músico                    | |
| 1999      | Ana Torroja, Pasajes de un Sueño                                               | Productor / Escritor                   | |
| 1996-1999 | Arto Lindsay, The Prize, Mundo Civilizado, Noon Chill, Hypercivilizado, Invoke | Productor / Escritor                   | |
| 1998      | Aterciopelados, Caribe Atomico                                                 | Productor                              | Nominado a Premios Grammy 1998: Grammy al mejor álbum alternativo o rock latino                      |
| 1998      | Los Amigos Invisibles, The New Sound of the Venezuelan Gozadera                | Productor                              | |
| 1998      | El Gran Silencio, Libres y Locos                                               | Productor                              | |
| 1998      | Carlinhos Brown, Omelette Man                                                  | Productor                              | |
| 1997      | David Byrne, Feelings                                                          | Productor                              | Produjo dos canciones, "Finite=Alright" y "The Civil Wars"                                           |
| 1997      | Red Hot + Latin: Silencio = Muerte                                             | Productor                              | |
| 1997      | Deborah Blando, "UnicaMente"                                                   | Productor / Escritor / Músico          | Produtor, "Unicamente" y "Gata"                                                                      |
| 1997      | Marta Sánchez, "Azabache"                                                      | Coproductor/ Escritor/ Músico          | Coproductor "Moja Mi Corazón" y "Lampara Mágica"                                                     |
| 1996      | David Byrne y Marisa Monte, Red Hot and Rio                                    | Productor                              | Productor, "Waters of March"                                                                         |
| 1996      | Mundo Civilizado                                                               | Productor                              | |
| 1996      | Red Hot + Rio                                                                  | Productor                              | |
| 1996      | Tina Turner - Wildest Dreams                                                   | Productor                              | |
| 1995      | Chaka Khan, The Woman I Am                                                     | Escritor                               | |
| 1995      | Doro, Machine II Machine                                                       | Productor / Escritor / Músico          | Coproductor y coescritor de cuatro canciones                                                         |
| 1995      | Jennifer Love Hewitt, Let's Go Bang                                            | Escritor                               | "The Difference Between Us"                                                                          |
| 1994      | Cece Peniston, Thought 'Ya Knew                                                | Productor / Escritor                   | "Through Those Doors"                                                                                |
| 1992      | Tyler                                                                          | Productor, Compositor                  | Álbum                                                                                                |
| 1991      | Mica Paris, Contribution                                                       | Escritor / Productor (con Camus Celli) | |
| 1991      | Nia Peeples, Nia Peeples                                                       | Productor (con Camus Celli)            | "Heaven Help Me"                                                                                     |
| 1989      | Eddie Murphy So Happy                                                          | Programación Teclados                  | |

### Película
| Año  | Título                                                    | Role                                                                      | Notas                             |
| ---- | --------------------------------------------------------- | ------------------------------------------------------------------------- | --------------------------------- |
| 2019 | Miedo a la isla de la guayaba - Childish Gambino y Rhiana | Productor musical y consultor                                             | Para Amazon Prime                 |
| 2019 | Mini documentales de la Isla Guayaba                      | Productor                                                                 | Para Amazon Prime                 |
| 2018 | Lista de deseos con Will Smith                            | Productor                                                                 | Para Facebook TV                  |
| 2018 | Documental/trabajo en progreso de Tata-Guines             | Productor                                                                 |                                   |
| 2018 | La Bicicleta obra en progreso                             | Productor ejecutivo                                                       |                                   |
| 2017 | Cuatro estaciones en La Habana                            | Supervisor musical/Productor musical y compositor de temas musicales      |                                   |
| 2017 | Cuba Dance                                                | Productor/Servicios de Producción para Cuba                               |                                   |
| 2017 | Cuba Skate                                                | Servicios de producción en Cuba                                           |                                   |
| 2017 | The Fate of the Furious                                   | Gerente de Servicios de Producción de Cuba/Itaca                          |                                   |
| 2016 | Club del Motor de La Habana                               | Productor asociado                                                        |                                   |
| 2015 | Hotel Transilvania 2                                      | Banda sonora Estoy enamorado de un monstruo, coproductora con Salaam Remy |                                   |
| 2015 | Guerrero Azteca                                           | Compositor                                                                |                                   |
| 2015 | Spare Parts                                               | Productor musical de bandas sonoras, compositor                           |                                   |
| 2014 | Bocaccerías Habaneras                                     | Compositor                                                                |                                   |
| 2013 | Se vende                                                  | Productor musical ejecutivo, compositor                                   |                                   |
| 2012 | Amor Crónico                                              | Productor de cine, productor musical ejecutivo, compositor                |                                   |
| 2007 | Ladrón Que Roba Ladrón                                    | Compositor                                                                |                                   |
| 2007 | Borderland                                                | Compositor                                                                |                                   |
| 2007 | El Cantante                                               | Compositor                                                                |                                   |
| 2004 | Dirty Dancing: Havana Nights                              | Compositor                                                                | Tres canciones utilizadas         |
| 2003 | Más barato por docena                                     | Compositor                                                                | "Guajira (Te quiero mucho)" usado |
| 2003 | Miel                                                      | Compositor                                                                | "Guajira (Te quiero mucho)" usado |
| 2003 | Persiguiendo a Papi                                       | Compositor                                                                | "Electric Boogaloo" usado         |
| 1999 | Red Hot and Lisboa                                        | Productor                                                                 | Produjo cinco canciones           |

### Televisión
| Año  | Álbum                           | Role       | Notas                          |
| ---- | ------------------------------- | ---------- | ------------------------------ |
| 2008 | Banda sonora original de Héroes | Compositor | Una canción, "El tema de Maya" |
| 2006 | South Beach                     | Compositor | Escribió la canción temática   |
| 2004 | Entourage                       | Compositor |                                |
| 2003 | Sala de emergencias             | Compositor |                                |